# Belmiro de Azevedo
Belmiro Mendes de Azevedo GCIH (Marco de Canaveses, Tuias, 17 de fevereiro de 1938 – Porto, 29 de novembro de 2017) foi um empresário e industrial português.
Segundo a revista Forbes, surgia na 1121.ª posição na lista das personalidades mais ricas do mundo de 2016, com uma fortuna avaliada em 2,5 mil milhões de dólares.
Ocupava o terceiro lugar na lista das pessoas mais ricas de Portugal.

## Biografia

### Infância e educação
Era o mais velho de oito filhos e filhas de Manuel de Azevedo, carpinteiro e agricultor, e de sua mulher Adelina Ferreira Mendes, costureira.
Na instrução primária em Tuias, reprovou na primeira classe, segundo o próprio, por culpa de um professor incompetente. No entanto, graças ao professor ali colocado no ano seguinte, Carlos da Silva, recuperou o tempo perdido, chegando a fazer os quatro anos letivos em apenas três.
Uma vez que não existia no concelho do Marco nenhuma escola de ensino secundário, mudou-se para o Porto por volta dos 11 anos, para poder prosseguir os estudos no Liceu Alexandre Herculano, no Porto. Nesta cidade, foi viver com o seu tio e padrinho, Belmiro Pinto da Mota, fiscal de obras, antigo militante republicano e carbonário, que, além do nome de batismo, lhe deu alojamento nos estaleiros de obras onde trabalhava, na Serra do Pilar.
Com a morte do tio Belmiro, o jovem conseguiu pagar a continuação dos estudos secundários com o apoio do seu professor de Matemática, que lhe pagava as refeições, e do reitor do Liceu Alexandre Herculano, que o indicou como explicador particular a outros estudantes. Nos últimos dois anos conseguiu uma bolsa da Fundação Calouste Gulbenkian, a mesma instituição que permitiu a Belmiro de Azevedo seguir para a Faculdade de Engenharia da Universidade do Porto. Em 1959, porém, teve de interromper os estudos, ao ser chamado a cumprir o serviço militar obrigatório. Em 1964, completou, finalmente, a licenciatura em engenharia química.
Ao mesmo tempo, durante o seu percurso académico, praticou andebol, no Centro Desportivo Universitário do Porto e no Futebol Clube do Porto.

### Percurso profissional
Ainda estudante, Belmiro de Azevedo entrou para a Efanor (Empresa Fabril do Norte), uma das maiores empresas têxteis da região Norte, localizada na Senhora da Hora. Pouco depois, porém, é convidado a ingressar na empresa de madeiras Sonae (Sociedade Nacional de Estratificados). Viria a assumir o controlo desta empresa em 1974, contra os herdeiros de Afonso Pinto de Magalhães, fundador da empresa, com quem teve um polémico conflito judicial.
Sob o seu comando, a Sonae estendeu a sua actividade a novas áreas como a dos hipermercados (Continente e Modelo), a das comunicações (jornal Público) e a das telecomunicações (Optimus). Posteriormente, o grupo procurou expandir-se internacionalmente e apostou no retalho especializado (Bonjour, Vobis, Worten, Sport Zone, etc.). A partir de 1985, a Sonae passou a ser cotada na Bolsa de Valores e Belmiro torna-se accionista maioritário do grupo.
Em 1975, nos Estados Unidos, obteve um diploma de especialização em Gestão de Empresas, na Universidade Harvard, e, uma década depois, em 1985, diplomou-se no Financial Management Program da Universidade Stanford.
Em paralelo com a actividade empresarial, criou, em 1991, a Fundação Belmiro de Azevedo, que desenvolve a política de mecenato da empresa, nas áreas da Educação, das Artes, da Cultura e da Solidariedade, em acções de parceria com indivíduos e entidades e contando com os colaboradores da empresa em acções de voluntariado. Em 2008, esta fundação abriu em Matosinhos o Colégio Efanor, no lugar das velhas instalações fabris onde Belmiro deu início à sua carreira profissional.
Era conhecido também pelo seu carácter empreendedor, pela sua ousadia e pela frugalidade que cultiva pessoalmente e que estendia à gestão e à cultura do Grupo.
Com a morte de António Champalimaud, Belmiro de Azevedo tornou-se, em 2006, no único português a figurar na famosa lista da revista Forbes, com um fortuna avaliada em 1,6 mil milhões de euros.
Considerado durante alguns anos o cidadão mais rico de Portugal, foi Presidente do Conselho de Administração do grupo Sonae. Sua fortuna, que em 2007 era estimada em 3 mil milhões de euros, o que ainda lhe dava a liderança entre as fortunas do país, caiu mais de 50% em dois anos, passando para 1,4 mil milhões de euros em 2009.
Foi adepto do Futebol Clube do Porto e sócio honorário do Futebol Clube Marco de Canaveses.

## Distinções
- Senhor Comendador da Ordem do Mérito Civil de Espanha (22 de Março de 1999)
- Comendador da Ordem Nacional do Cruzeiro do Sul do Brasil (4 de Maio de 2000)
- Comendador da Ordem Nacional do Cruzeiro do Sul do Brasil (21 de Setembro de 2000)
- Grã-Cruz da Ordem do Infante D. Henrique (5 de Janeiro de 2006)[9][10]
- Doutoramento Honoris Causa pela Universidade do Porto (Maio de 2009)
- Doutoramento Honoris Causa pela Universidade dos Açores (5 de Março de 2010)

## Desempenho de cargos em associações e outros
- Membro do European Union Hong-Kong Business Cooperation Committee;
- Membro do World Business Council for Sustainable Development;
- Membro do European Advisory Board da London Business School;
- Membro do Clube México-Europa 2000;
- Membro do Senado da Universidade do Porto.

## Vida pessoal
Foi casado com Maria Margarida Carvalhais Teixeira, farmacêutica, de quem teve dois filhos e uma filha:  Nuno Miguel Teixeira de Azevedo, Duarte Paulo Teixeira de Azevedo e Maria Cláudia Teixeira de Azevedo, encontrando-se os seus dois filhos mais novos em cargos de chefia do grupo Sonae.
Faleceu no dia 29 de novembro de 2017, no Hospital da CUF, no Porto, após breve internamento.